# Ретциус, Андерс Адольф
Андерс Адольф Ретциус (Anders-Adolph Retzius, 13 октября 1796, Лунд — 18 апреля 1860, Стокгольм) — шведский анатом и натуралист. Сын шведского естествоиспытателя Андерса Яхана Рециуса (1742—1821). Отец академика Магнуса Густафа Ретциуса (1842-1919).
Изучал медицину в Лунде, Копенгагене и Лондоне. В 1819 году получил степень доктора медицины, в 1820 году приглашён доцентом, а в 1823 году — профессором ветеринарного заведения в Стокгольме, где Ретциус устроил анатомический музей. В 1824 году приглашён профессором анатомии в Каролинском институте. Большинство работ Ретциуса по анатомии появилось в «Archiv» И. Мюллера. В позднейшие годы занимался главным образом этнографией (ему принадлежит известное деление человеческих рас по черепу на долихо- и брахицефальных). Этнографические работы Ретциуса собраны в «Läkaresällskapets Handlinger» (Стокгольм, 1864; выдержки из них, на немецком языке, сделаны его сыном и Фришем, Стокгольм и Лейпциг, 1864). Из ботанических работ его известны: «Observationes botanicae», «Florae scandinaviae prodromus», «Flora Virgilina» и др.